# Paulina Singer
Paulina Singer (New Hampshire, 5 settembre 1991) è un'attrice, ballerina e cantante statunitense.

## Biografia
Attratta dalla recitazione fin da bambina, si destreggia in vari campi dello spettacolo, dal canto al ballo, passando per la pittura, la cucina e la poesia. Partecipa attivamente anche a molte campagne sulla salute, la cura dell'ambiente, l'ecologia e la crudeltà sugli animali. Trasferitasi nel 2009 a New York, nel 2012 studia recitazione, danza e psicologia alla The New School University. Partecipa in molte serie televisive come guest star e in film importanti con attori di rilievo quali Glenn Close, John Malkovich, Patrick Stewart, Peter Facinelli e Minnie Driver. Nel 2016 è nel cast fisso della serie Dead of Summer nel ruolo di Jessie Tyler, riscuotendo un buon successo.

## Filmografia

### Cinema
- Lo stagista inaspettato (The Intern), regia di Nancy Meyers (2015)
- Matrimonio con l'ex (The Wilde Wedding), regia di Damian Harris (2017)

### Televisione
- How to Make It in America – serie TV, episodi 3x03-3x06 (2011)
- Person of Interest – serie TV, episodio 3x01 (2013)
- The Affair - Una relazione pericolosa (The Affair) – serie TV, episodio 1x02 (2014)
- Gotham – serie TV, 3 episodi (2015)
- Blue Bloods – serie TV, episodio 6x19 (2016)
- Orange Is the New Black – serie TV, episodio 4x13 (2016)
- Dead of Summer – serie TV, 10 episodi (2016)
- Falling Water – serie TV, 4 episodi (2018)
- Tell Me a Story – serie TV, 8 episodi (2018)
- NOS4A2 – serie TV, 4 episodi (2019)
- The Baker & the Beauty (The Baker and the Beauty) – serie TV, episodio 1x01 (2020)